# 아널드 리스
아널드 스펜서 리스(영어: Arnold Spencer Leese, 1878년 ~ 1956년 1월 18일)는 영국의 수의학자이자 파시스트 정치가이다. 낙타에 관한 연구로 학계의 명성을 얻었으며, 동시에 반유대주의를 주장한 사람이기도 하다.